# La Spezia
La Spezia (lokalnie Spèza) – miasto i gmina we Włoszech, w regionie Liguria, w prowincji La Spezia.
Według danych z 2017 roku gminę zamieszkiwało 93 311 osób, 1829,6 os./km².

## Podział administracyjny
Biassa, Cadimare, Campiglia, Carozzo, Costa di Murlo, La Foce, Marola, Montale di Marola, Muggiano, Pitelli, Ruffino, San Venerio, Sarbia, Strà, Valdurasca

## Komunikacja
Linia trolejbusowa nr 1 Pegazzano – v. Chiodo – Canaletto – Bragarina. Linia nr 3 jest tymczasowo obsługiwana przez autobusy. W miejscowości znajdują się stacje kolejowa La Spezia Centrale, La Spezia Migliarina, Ca’ di Boschetti.

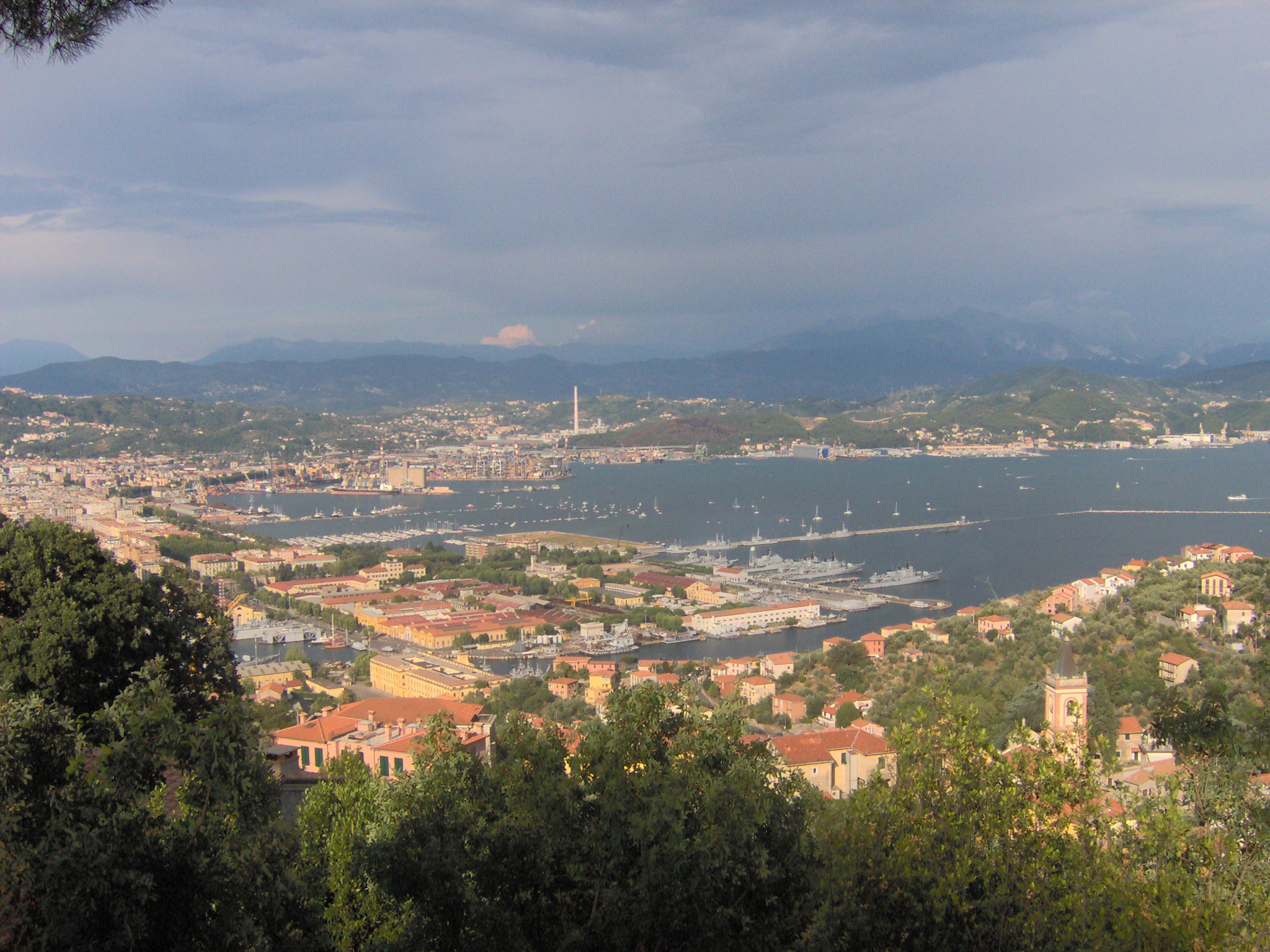
Panorama miasta
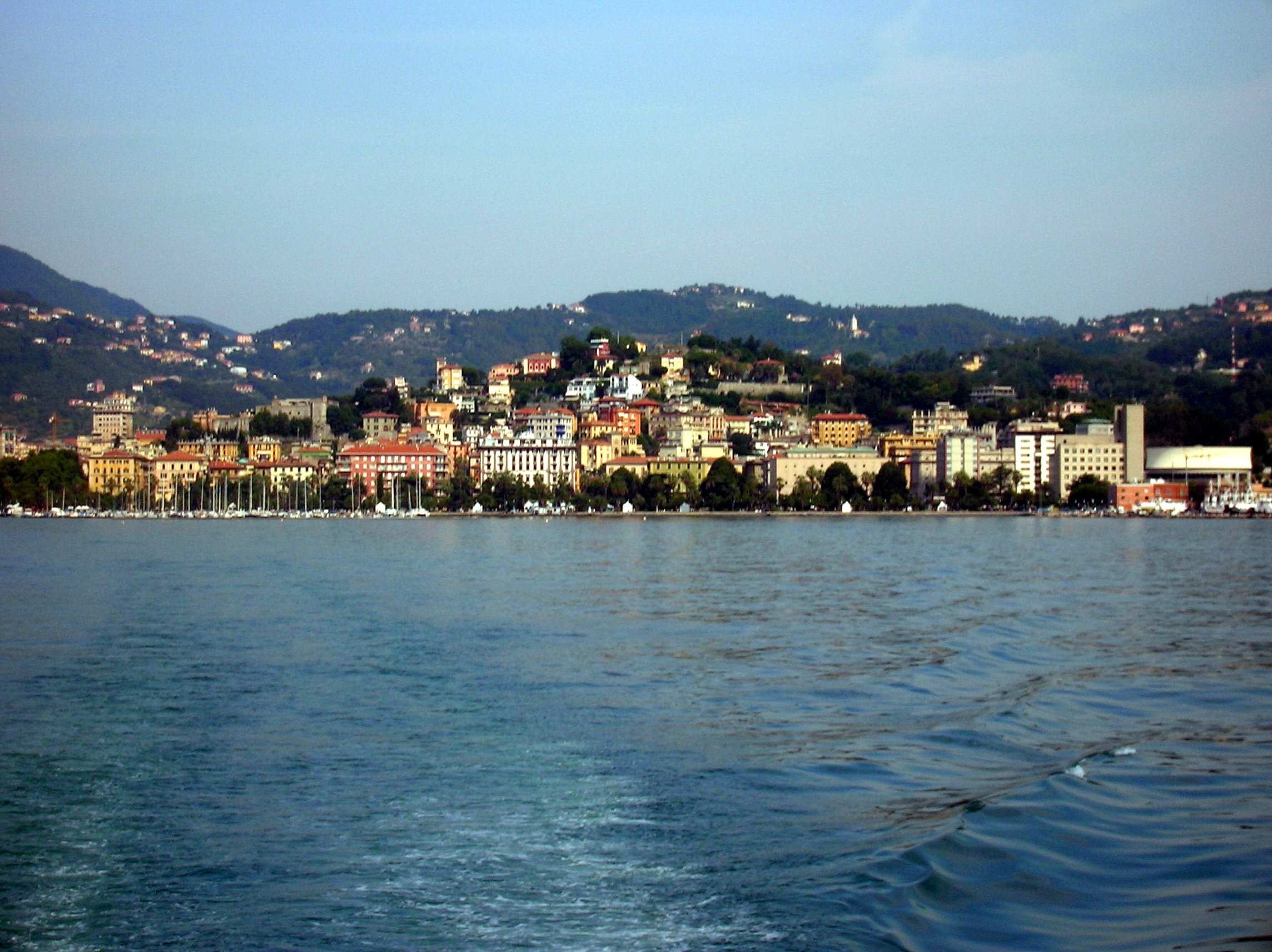
Widok na miasto od strony morza

## Sport
- Spezia Calcio

## Miasta partnerskie
- Francja: Tulon
- Niemcy: Bayreuth
- Stany Zjednoczone: Vallejo